# Distretto rurale di Handeni
Il distretto rurale di Handeni è un distretto della Tanzania situato nella regione di Tanga. È suddiviso in 21 circoscrizioni (wards) e conta una popolazione di 384 353 abitanti (censimento 2022).

## Suddivisione amministrativa
Il distretto è diviso nelle seguenti circoscrizioni (wards), tra parentesi gli abitanti (censimento 2022):
1. Kabuku (18 346)
2. Kabuku Ndani (16 575)
3. Kang'ata (21 696)
4. Kitumbi (14 381)
5. Kiva (10 874)
6. Komkonga (19 222)
7. Kwachaga (14 626)
8. Kwaluguru (13 650)
9. Kwamatuku (16 600)
10. Kwamgwe (10 531)
11. Kwamsisi (16 801)
12. Kwankonje (12 696)
13. Kwasunga (11 100)
14. Kwedizinga (8 168)
15. Mazingara (26 832)
16. Mgambo (14 821)
17. Misima (19 779)
18. Mkata (40 365)
19. Ndolwa (26 886)
20. Segera (28 576)
21. Sindeni (21 828)